# Prostitución en animales
Estudios han sugerido que la prostitución, el intercambio de sexo a cambio de bienes, se da en algunas especies no humanas, como los pingüinos y los chimpancés. Las primeras menciones a este concepto en la literatura científica provienen de 1998, cuando se observó que las hembras de pingüino de Adelia intercambiaban sexo por piedras utilizadas para construir sus nidos, incluso con machos que no eran sus compañeros en aquel momento.

## Pingüinos

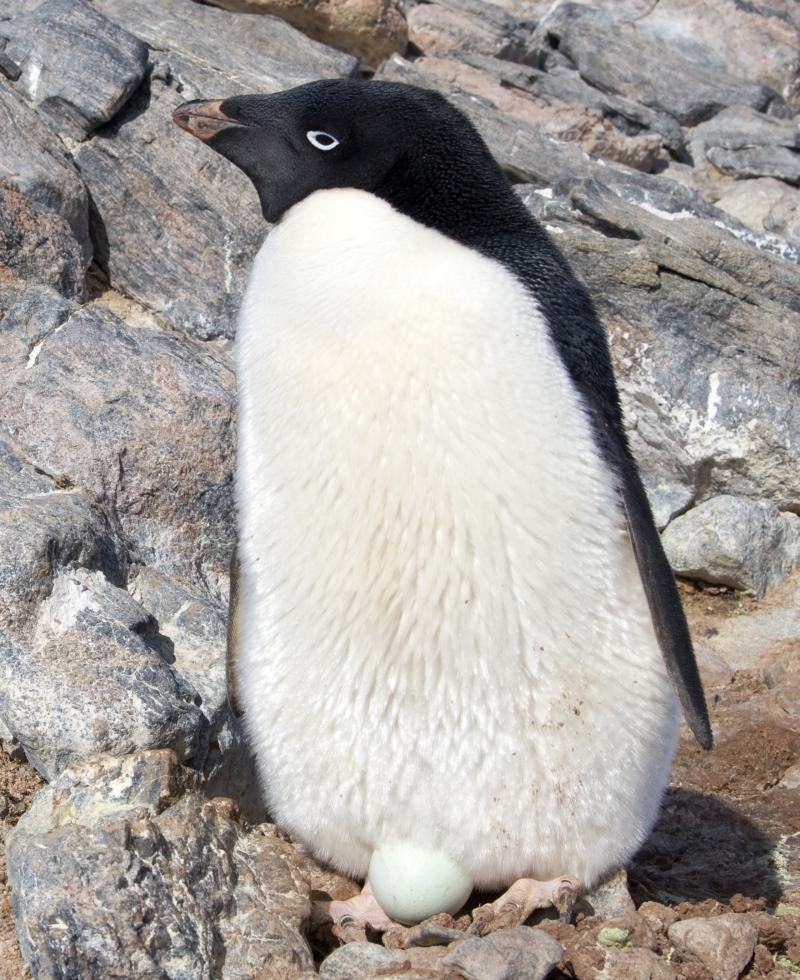
Pingüino de Adelia.

La prostitución entre pingüinos fue observada por Fiona Hunter de la Universidad de Cambridge y Lloyd Davis de la Universidad de Otago, los cuales habían pasado cinco años observando la conducta de apareamiento de los pingüinos de Adelia. El estudio se llevó a cabo como parte de un programa en la isla de Ross, aproximadamente a 800 millas del polo sur.
Según el estudio, tal y como se publicó, en BBC News Online, un pequeño porcentaje de hembras de pingüino evitaban a sus compañeros y se apareaban con machos sin relación, de cuyos nidos tomaban una piedra para añadir a los suyos sin que el macho ofreciera resistencia. Esto constituía un rasgo peculiar, ya que las piedras en aquel terreno son escasas y por tanto muy valiosas para las parejas de pingüinos. Esta conducta fue sometida a varias hipótesis, entre ellas algún proceso tentativo de elección de compañeros a largo plazo por parte de las hembras, que estarían preparando a un futuro candidato en caso de que el actual muriera, mientras que estos machos obrarían solamente por gratificación sexual.
El estudio arrojó también más matices. Cuando la copulación fuera de la pareja ocurría en el nido del macho, la hembra cogía una o más piedras, pero cuando sucedía cerca del nido de la hembra, el macho no hacía lo propio, a pesar de que el robo de piedras entre estos pingüinos no es infrecuente. La opinión de los investigadores al respecto es variada.

## Chimpancés

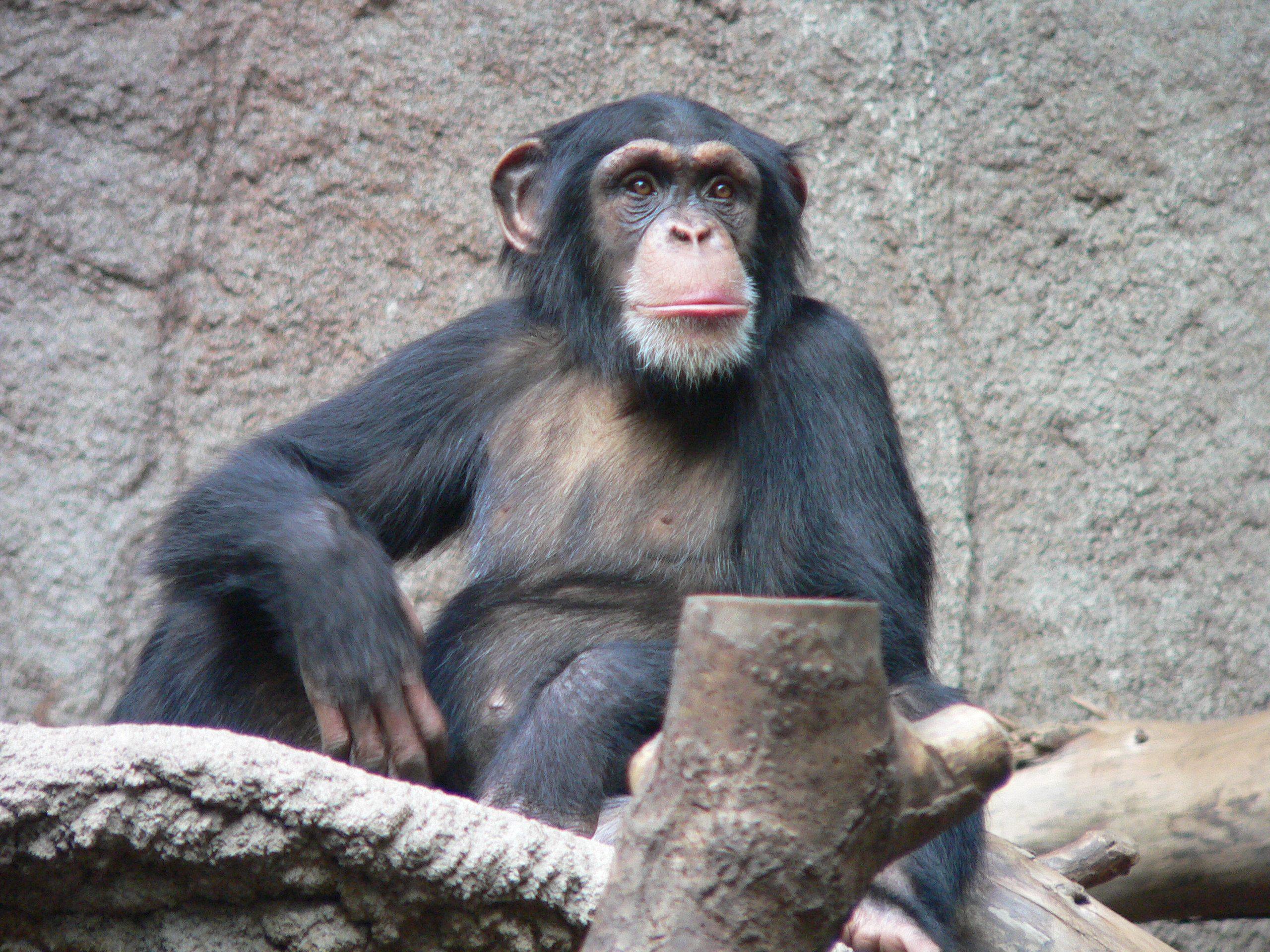
Chimpancé.

Un estudio llevado a cabo por el Instituto Max Planck de Antropología Evolutiva en Leipzig, Alemania, abordó la conducta de la carne por sexo, una teoría sobre la cual en las sociedades humanas primitivas los mejores cazadores poseían el máximo número de compañeras sexuales. Al no poder estudiar a humanos, los investigadores estudiaron a chimpancés en el Parque nacional de Tai, y concluyeron que una forma de esta tesis podía observarse en los simios. Según la investigadora Cristina Gomes, el estudio sugiere que las hembras de chimpancé salvaje intercambian sexo por alimentos, incluso de manera sostenida. Este intercambio se llevaba a cabo no directamente, sino formando comunidades de caza y compartición.

## Monos capuchinos

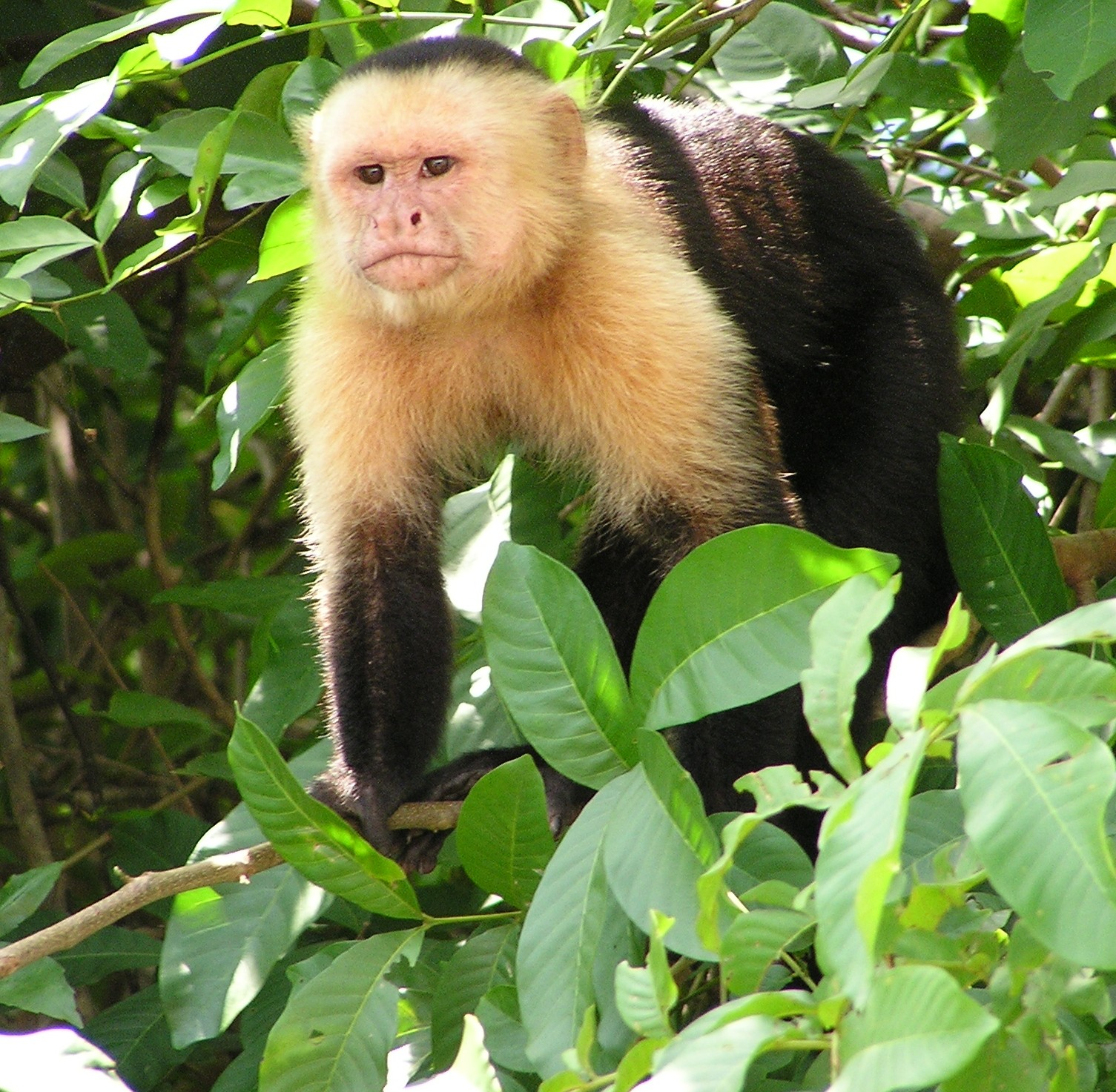
Mono capuchino.

Un estudio en el Yale New Haven Hospital en 2005, concebido para estudiar la conducta económica de los monos capuchinos, entrenó a los simios para usar discos de plata como dinero, enseñándoles a entregarlas a cambio de beneficios. Durante un momento del estudio, un investigador observó a un mono aparentemente intercambiando un disco a cambio de sexo, tras lo que el mono que recibió la moneda la invirtió rápidamente en comprar una uva. El investigador rápidamente tomó medidas para impedir que más monedas fueran intercambiadas por sexo.